# Furacão Beryl (2018)
O furacão Beryl foi um ciclone tropical rápido e de longa duração que foi o segundo furacão atlântico mais temporão a formar-se na principal região de desenvolvimento já registado, perdendo apenas, por mera coincidência, por outro furacão com o seu mesmo nome registrado em 2024. A segunda tempestade nomeada e o primeiro furacão da temporada de furacões no Atlântico de 2018, o Beryl formou-se a partir de uma onda tropical vigorosa que se moveu na costa oeste da África em 1 de julho. A onda rapidamente se organizou em uma depressão tropical sobre o Atlântico central em 4 de julho. Ocorreu uma rápida intensificação e a depressão rapidamente tornou-se uma tempestade tropical às 00:00 UTC no dia seguinte. Pouco menos de 15 horas depois, em 6 de julho, o Beryl tornou-se o primeiro furacão da temporada, atingindo o seu pico de intensidade em 6 de julho. As condições cada vez mais desfavoráveis causaram uma rápida deterioração do ciclone logo após seu pico, com o Beryl caindo para o status de tempestade tropical no dia seguinte, quando começou a acelerar em direção ao Caribe. No final de 8 de julho, ela degenerou em uma onda tropical pouco antes de chegar às Pequenas Antilhas. Os remanescentes foram monitorados por vários dias, embora não tenham se organizado significativamente até 14 de julho, quando se regenerou em uma tempestade subtropical, seis dias depois de perder características tropicais. No entanto, a tempestade recém-reformada perdeu rapidamente a convecção e degenerou em uma baixa remanescente no início de 16 de julho, enquanto estava situada sobre a Corrente do Golfo. Beryl posteriormente se dissipou no dia seguinte.
Muitos lugares na trilha de Beryl ainda estavam a recuperar dos furacões Irma e do furacão Maria, que atingiram o Caribe Oriental em setembro de 2017; estruturas foram deixadas deficientes para ventos fortes. Beryl fez com que várias ilhas nas Pequenas Antilhas emitissem avisos e alertas, incluindo um de furacão, visto que inicialmente se esperava que ele passasse pelas ilhas de Dominica e Guadalupe como um furacão. A tempestade enfraqueceu mais rápido do que o esperado e Beryl degenerou em uma onda tropical antes de atingir as ilhas, embora efeitos mínimos ainda fossem sentidos no leste do Caribe. Os restos de Beryl causaram enchentes e deslizamentos de terra em toda a ilha de Porto Rico, e várias pessoas ficaram presas em suas casas pelas enchentes; aproximadamente 47.000 perderam energia na ilha. Na República Dominicana, 230 mm (9 in) de chuva fez com que rios transbordassem, e mais de 130.000 os clientes perderam energia. Impactos menores foram relatados no Arquipélago Lucayan, Bermudas e no Canadá Atlântico. Os danos gerais foram estimados em milhões, e nenhuma morte foi relatada.

## História meteorológica
Uma onda tropical vigorosa com uma grande quantidade de convecção, ou tempestades, saiu da costa da África em 1 de julho. No entanto, a maior parte da atividade convectiva diminuiu à medida que se movia para oeste-sudoeste. No final de 3 de julho, o NHC começou a monitorar esse distúrbio enquanto ele estava sobre o Atlântico tropical oriental para o desenvolvimento de um ciclone tropical. A onda organizou-se rapidamente nos próximos dois dias, com uma área concentrada de tempestades no centro de baixo nível e bandas de chuva se desenvolvendo no lado sul do distúrbio.  Às 12:00 UTC em 4 de julho, a onda organizou-se em uma depressão tropical a cerca de 1.500 milhas (1.300 milhas náuticas) oeste-sudoeste das ilhas de Cabo Verde. Às 00:00 UTC em 5 de julho, a depressão intensificou-se na tempestade tropical Beryl enquanto localizada em 10° 06′ N, 38° 00′ O ; isto foi mais a sudeste do que qualquer outro ciclone do Atlântico registado tão cedo no ano civil. Devido ao seu tamanho muito pequeno, Beryl estava sujeito a mudanças muito rápidas de intensidade, já que o minúsculo núcleo interno da tempestade podia girar rapidamente para cima ou para baixo, dependendo das condições atmosféricas. Um olho de nível médio se tornando aparente enquanto o sistema se consolidava em 5 de julho. Apesar das águas relativamente frias, Beryl começou um período de rápida intensificação no final de 5 de julho.  A tempestade desenvolveu um olho de ciclone 9.3 km (5 nmi) sob uma nuvem densa central. Beryl tornou-se um furacão às 06:00 UTC em 6 de julho, tornando-se o segundo primeiro furacão a se formar no Oceano Atlântico tropical, atrás do furacão Trinidad de 1933, e do furacão mais oriental do Atlântico a se formar a partir de uma onda tropical desde que registos confiáveis começaram em 1850. Simultaneamente, o olho de ciclone do pequeno ciclone tornou-se visível.
Ao longo do dia, a tendência de fortalecimento se estabilizou e o olho de Beryl encheu-se de nuvens. Às 21:00 UTC em 6 de julho, Beryl perdeu o seu olho de ciclone ao seguir em direção a um ambiente de maior cisalhamento do vento. A tempestade começou a ganhar latitude em 7 de julho, quando começou a perder organização.  O ar seco começou a se infiltrar no núcleo do furacão, fazendo com que seu centro ficasse exposto, e Beryl logo enfraqueceu de volta para uma tempestade tropical às 12:00 UTC em 7 de julho. Beryl continuou a enfraquecer rapidamente enquanto acelerava para o oeste-noroeste. Esta tendência de enfraquecimento rápido continuou à medida que o cisalhamento do vento aumentou sobre o sistema, reduzindo a estrutura da tempestade em um redemoinho de nuvens de nível médio e baixo. Uma aeronave Hurricane Hunter da Força Aérea não encontrou evidências de um centro de circulação fechado, e o radar da Martinica encontrou pouca ou nenhuma circulação dentro das explosões de convecção. Assim, às 12:00 UTC em 8 de julho, Beryl degenerou em um vale aberto enquanto estava localizado a apenas 60 milhas a nordeste da Martinica.  O NHC optou por continuar com os avisos, no entanto, porque estava impactando a Dominica, interrompendo-os depois.  O Centro Nacional de Furacões observou que Beryl teve a chance de reconstruir perto das Bahamas depois que o corte do vento diminuiu.

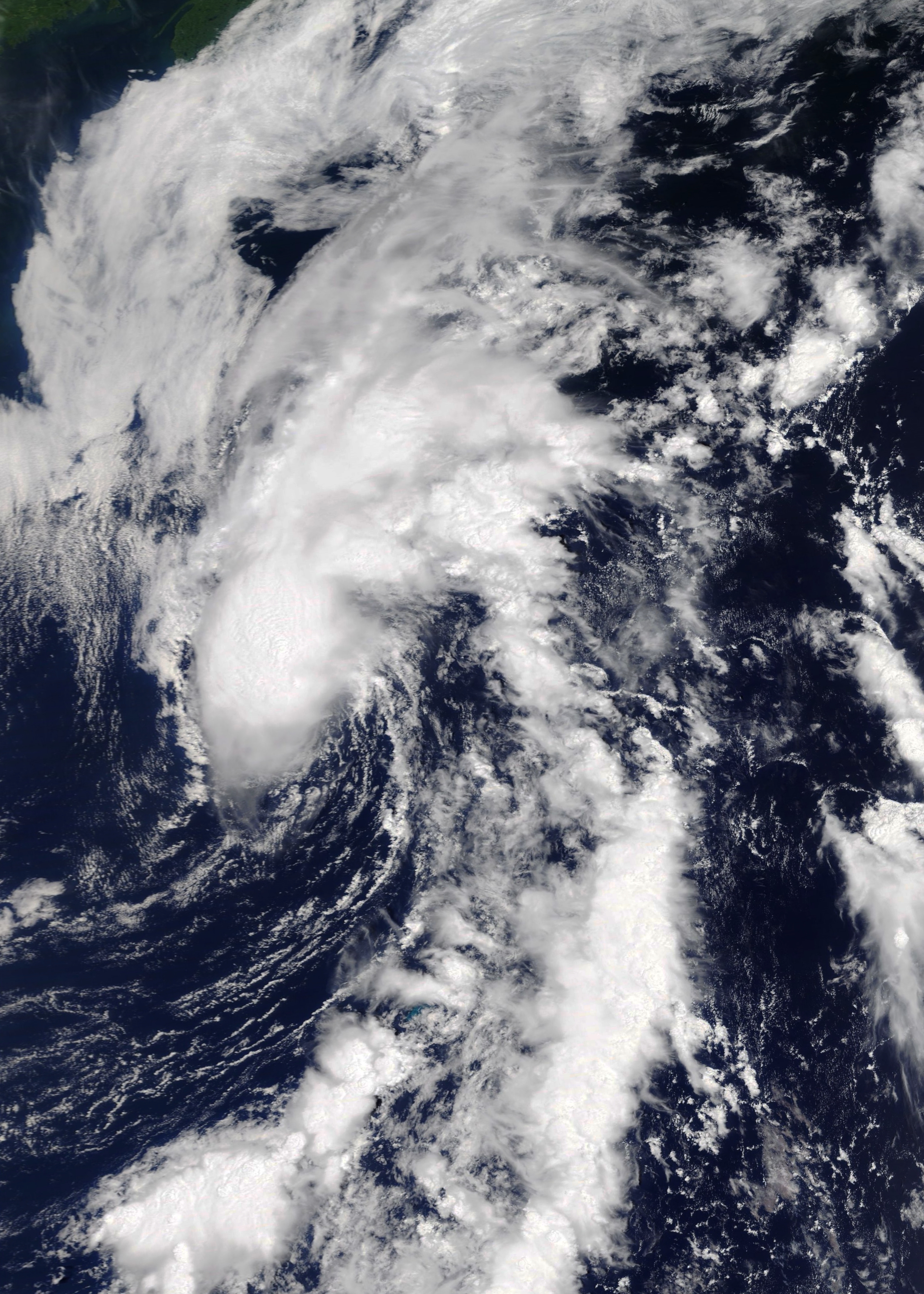
Tempestade subtropical Beryl em sua intensidade de pico secundária em 14 de julho

Os remanescentes continuaram se movendo para o oeste para o leste do Caribe, enquanto continuavam a ter ventos com força de tempestade tropical, devido a uma circulação vigorosa de nível médio. Depois de passar ao sul de Porto Rico, os remanescentes finalmente chegaram à costa na República Dominicana com ventos fortes, no início de 10 de julho. Fortes ventos de nível superior impediram qualquer reconstrução dos remanescentes de Beryl por vários dias, enquanto ele se movia pela ilha e enquanto passava pelas Bahamas no Atlântico Ocidental. Os remanescentes moveram-se para o norte e depois para o nordeste em torno de uma crista subtropical.  Como os remanescentes de Beryl estavam localizados nas Bahamas, eles se alongaram e se estenderam por várias centenas de quilômetros. Em 13 de julho, entretanto, as condições tornaram-se ligeiramente mais favoráveis para o redesenvolvimento, e os remanescentes de Beryl geraram uma nova circulação perto das tempestades associadas, embora os remanescentes permanecessem muito desorganizados para o redesenvolvimento na época.
A circulação tornou-se bem definida no início de 14 de julho e, devido à influência de um vale baroclínico, tempestades desenvolveram-se e persistiram perto do centro da tempestade, com ventos fortes detectados a leste do centro. Após a reorganização contínua, Beryl foi rebaixado ao status de tempestade subtropical às 12:00 UTC naquele dia, enquanto localizado bem na costa leste dos Estados Unidos. Enquanto a convecção e os ventos mais fortes estavam próximos do centro, a tempestade foi considerada subtropical devido à interação com o vale de nível superior.  A convecção diminuiu um pouco depois que Beryl foi redesignado, embora a convecção restante tenha se organizado em uma faixa de chuva curva. O centro de Beryl possivelmente se reformou ao norte na faixa de chuva. Beryl atingiu o seu pico de intensidade secundário logo depois, às 00:00 UTC em 15 de julho, com ventos máximos de 64 km/h (40 mph) e uma pressão de 1005 mbar (29,68 inHg). No entanto, a tempestade rejuvenescida logo começou a enfraquecer à medida que o ar seco nas proximidades se intrometeu e enfraqueceu as chuvas e as tempestades associadas à tempestade, e o cisalhamento do noroeste serviu para remover a atividade das tempestades. No início de 15 de julho, imagens de vapor de água indicaram que Beryl havia se tornado totalmente entrelaçado e embutido em uma baixa de núcleo frio, fazendo com que o ciclone subtropical diminuísse drasticamente sobre as águas quentes da Corrente do Golfo. Isso incitou a formação de uma tempestade, com uma formação semelhante a um olho, circundada por um "pequeno anel de rosca" de convecção. Mais tarde naquele dia, no entanto, Beryl se degradou em um redemoinho de nível baixo a médio de nuvens rasas, enquanto continuava com curso para nordeste. Depois de não ter atividade de tempestade perto do centro por doze horas, o Beryl degenerou em um ponto baixo remanescente às 03:00 UTC em 16 de julho. A baixa remanescente de Beryl posteriormente degenerou em uma depressão ao sul de Terra Nova no dia seguinte.

## Preparações e impacto
Os restos de Beryl danificaram ou destruíram mais de 2.000 estruturas. O prejuízo total da tempestade foi estimado em milhões (2018 USD ).

### Pequenas Antilhas

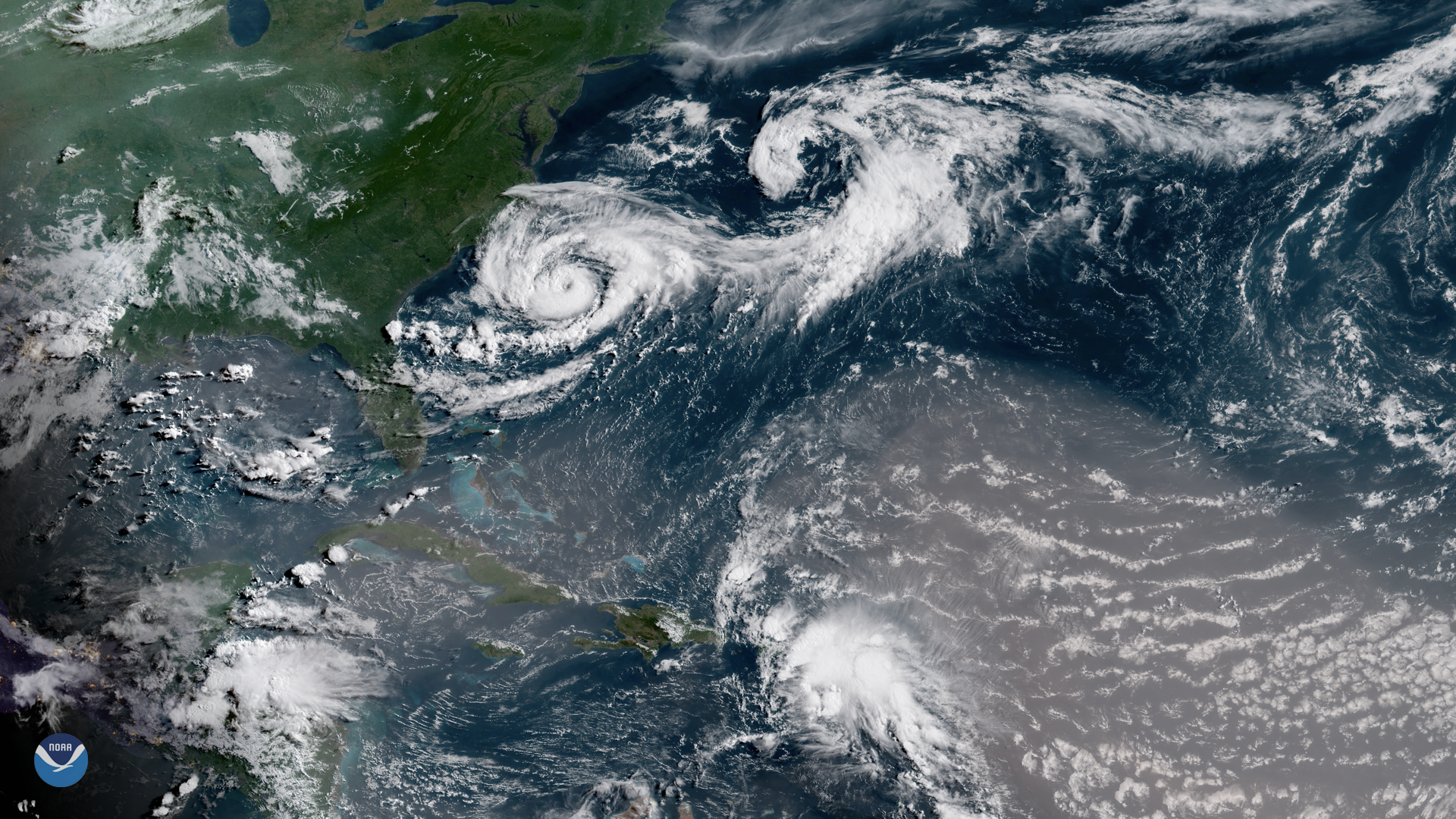
Remanescentes de Beryl sobre Porto Rico em 9 de julho, com o furacão Chris aparecendo na costa leste dos Estados Unidos

Em 6 de julho, o governo da França emitiu um alerta de tempestade tropical para seu coletivo estrangeiro Saint Barthélemy. Em 7 de julho, o governo da França emitiu um alerta de tempestade tropical para Guadalupe e seu coletivo ultramarino Saint Martin, nas Ilhas Leeward. Em preparação para a chegada do furacão, o governo de Barbados emitiu um alerta de furacão para Dominica nas Ilhas de Barlavento e um alerta de tempestade tropical para Barbados nas Pequenas Antilhas em 6 de julho. Ao mesmo tempo, o Governo de Santa Lúcia emitiu um alerta de tempestade tropical para Santa Lúcia. Anteriormente, a França havia emitido um alerta de tempestade tropical para a Martinica, também nas ilhas de Barlavento. No dia seguinte, o governo de Barbados substituiu o alerta de furacão por um aviso de tempestade tropical, enquanto o Beryl enfraquecia antes de atingir o continente. Em 8 de julho, o Governo da Dominica ordenou um toque de recolher e declarou estado de emergência antes da passagem da tempestade. O primeiro-ministro dominicano Roosevelt Skerrit disse às pessoas para armazenar água, já que o governo fechou o sistema de água como medida de proteção. Skerrit disse em um discurso público: "Temos que continuar a levar a situação muito a sério. [... ]Mexa-se agora. Vá para seus parentes. [... ] Vá para os abrigos. " Trabalhadores de um resort na Dominica fortificaram os telhados das casas que sobreviveram ao furacão Maria.
Beryl trouxe chuvas fortes e tempestades para Guadalupe. As tempestades começaram na noite de 9 de julho e duraram toda a noite. Quantidades localizadas de 100 mm (3.9 in) foram relatados em toda a ilha. A precipitação atingiu o pico em 199 mm (7.8 in) em Saint-Claude ; rajadas de vento em média 80 to 90 km/h (50 to 56 mph) em toda a ilha com um pico de 99 km/h (62 mph) em Le Moule. O dano resultante foi limitado, com algumas árvores e linhas de energia derrubadas e inundações localizadas do escoamento. A ilha permaneceu em Alerta Laranja até 10 de julho, depois que a maior parte da chuva passou devido a uma ameaça de tempestade isolada.  Os impactos na Dominica foram mínimos, sem relatos de enchentes.

### Territórios dos EUA no Caribe

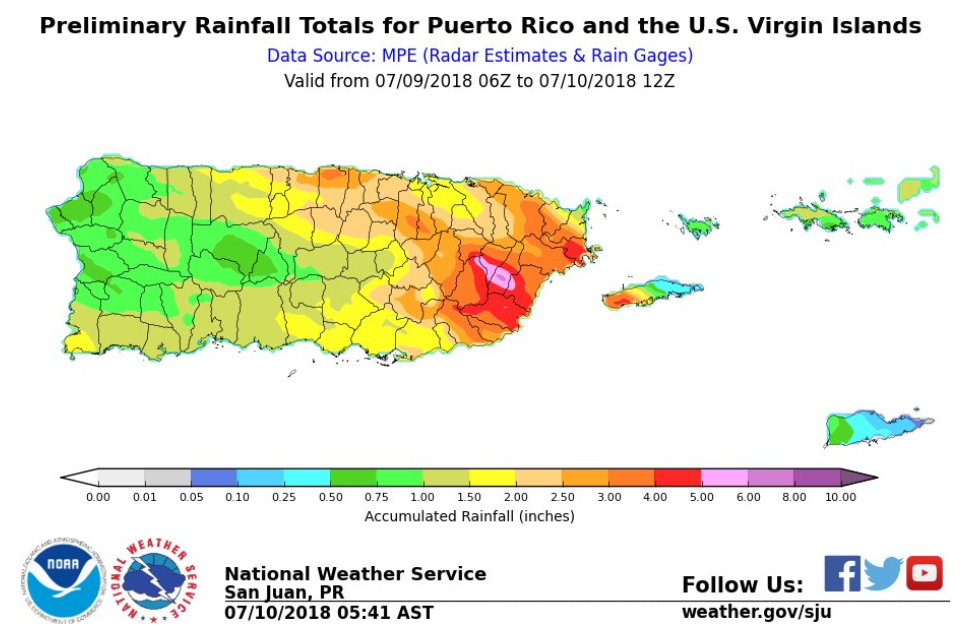
Totais preliminares de precipitação para Porto Rico e as Ilhas Virgens dos EUA. Quanto mais escura a cor, mais chuva caía.

Avisos e alertas de enchentes foram emitidos para a maior parte da ilha de Porto Rico pelo Serviço Meteorológico Nacional de San Juan Em 6 de julho, o governador de Porto Rico, Ricardo Rosselló, decretou estado de emergência para a ilha, em meio a preocupações de que o aumento das chuvas de Beryl ou seus remanescentes poderia levar a enchentes e deslizamentos de terra, danificando a infraestrutura que ainda estava se recuperando dos furacões Irma e Maria. a temporada anterior. O governador Rosselló informou que as obras serão suspensas em 9 de julho para funcionários públicos. O governador e a Administração de Emergências e Desastres se reuniram com prefeitos de cidades e vilas para discutir os preparativos para a tempestade. O governo abriu 42 abrigos para cidadãos obterem socorro de Beryl devido à demanda de prefeitos de todo o território. Longas filas foram relatadas nos supermercados enquanto as pessoas compravam comida e água. Os residentes de Porto Rico ficaram ansiosos por causa da tempestade. Uma linha direta de saúde mental do governo registou um aumento nas ligações nos dias que antecederam a tempestade. A Agência de Proteção Ambiental (EPA) e a equipe da FEMA monitoraram Beryl no caso de ele atingir a costa de Porto Rico e nas Ilhas Virgens dos Estados Unidos (USVI). A EPA e a FEMA trabalharam com o governo de Porto Rico e o USVI para reconstruir as estruturas danificadas pelo furacão Maria e preparar os residentes para o Beryl e futuras tempestades. A EPA posicionou aproximadamente 60 funcionários em Porto Rico e no USVI.
Faltas de energia em massa foram relatadas na Ilha Virgem de St. Croix, nos Estados Unidos, e as autoridades ordenaram o fechamento de escolas e escritórios do governo. Devido aos efeitos dos furacões Irma e Maria anteriores, mais de 60.000 pessoas em Porto Rico tiveram lonas azuis fornecidas pela FEMA como telhados temporários. No entanto, as lonas foram facilmente arrancadas devido às fortes rajadas de vento dos restos de Beryl. O vice-governador Luis Rivera Marín informou que alguns rios começaram a inundar ao meio-dia, horário local, em 9 de julho. A precipitação foi mais forte no leste de Porto Rico, onde mais de 8 centímetros de chuva caíram. O aumento das chuvas também provocou enchentes que fecharam várias estradas e derrubaram várias árvores. Um deslizamento de terra foi registado na cidade de Naranjito, embora não tenha havido relatos de mortos ou feridos. Uma árvore foi derrubada em uma estrada em Guayama. As enchentes invadiram uma residência em Las Piedras, prendendo três pessoas. O rio Fajardo transbordou de suas margens, tornando a estrada intransitável. Os veículos ficaram presos na Rodovia 909 de Porto Rico, perto de Humacao, depois que a estrada foi inundada por enchentes. Quando a tempestade passou, aproximadamente 47.000 porto-riquenhos perderam a energia na ilha como resultado de rajadas de vento causadas por tempestades.

### República Dominicana
Em 10 de julho, o Centro de Operações de Emergência da República Dominicana emitiu um alerta vermelho para as províncias de San Cristóbal, Grande Santo Domingo e San Jose de Ocoa e um alerta amarelo para outras dez províncias. 104 pessoas foram evacuadas e transferidas para as casas de parentes. Mais de 5.000 funcionários do governo foram colocados em espera para responder às inundações.
As fortes chuvas causadas pelos restos de Beryl inundaram centenas de casas na República Dominicana. Em todo o país, o Centro de Operações de Emergência informou que as enchentes deixaram cerca de 11.740 pessoas desabrigadas. Além disso, 19 comunidades foram relatadas como isoladas devido às enchentes; 1.586 casas foram danificadas com quatro destruídas. Três pontes foram danificadas. O Instituto Nacional de Águas Potáveis e Esgotos informou que 75 aquedutos estavam fora de serviço devido às enchentes.  As empresas elétricas informaram que 138.948 clientes foram afetados, principalmente na Grande Santo Domingo e San Pedro de Macorís. Um pico de precipitação de 230 mm (9.2 in) caiu no país, ultrapassando em muito os 100 mm (4 in) previsão do Escritório Meteorológico Nacional (Onamet).
As enchentes deixaram 130.000 pessoas na capital Santo Domingo sem energia.  O Distrito Nacional recebeu 230 mm (9.1 in) de chuva nas primeiras oito horas. Vários setores da capital foram inundados e deficiências no sistema de drenagem da Grande Santo Domingo fizeram com que grandes rodovias e rodovias fossem inundadas. Na província de San Cristóbal, as áreas mais afetadas incluíram o município de Villa Altagracia e outras áreas próximas ao rio Haina. Um pico de precipitação de 106 mm (4.2 in) foi gravado.  O rio Haina transbordou, causando inundações até a altura do telhado em algumas áreas como Manoguayabo, onde foram realizados resgates de emergência. O governador da província informou que 700 casas foram inundadas e as paredes de duas escolas desabaram em meio a fortes chuvas e ventos. As enchentes deixaram 900 pessoas desabrigadas e as enchentes em uma delegacia de polícia chegaram à altura dos joelhos. Os ventos e aguaceiros provocaram o desvio de dois voos procedentes da América do Sul para o Aeroporto Internacional Las Américas, bem como o atraso na saída de vários voos para os Estados Unidos.

### Em outro lugar
Os restos de Beryl causaram fortes chuvas localmente nas Bahamas. O satélite central da missão Global Precipitation Measurement da NASA encontrou tempestades espalhadas causando chuvas torrenciais em algumas das ilhas. O satélite estimou a precipitação em uma taxa de mais de 41 mm (1.6 in) em Crooked Island. Como Beryl estava se reconstruindo perto das Bermudas, um pico de precipitação de 6.1 mm (0.24 in) foi registado, juntamente com uma rajada de vento de pico de 37 mph (60 km/h). A tempestade pós-tropical Beryl teve pouco impacto no Canadá, visto que afetou principalmente áreas marinhas com ventos abaixo da força de vendaval. Nenhuma precipitação diretamente relacionada ao Beryl afetou o sudeste da Terra Nova.